# Urohidrosis

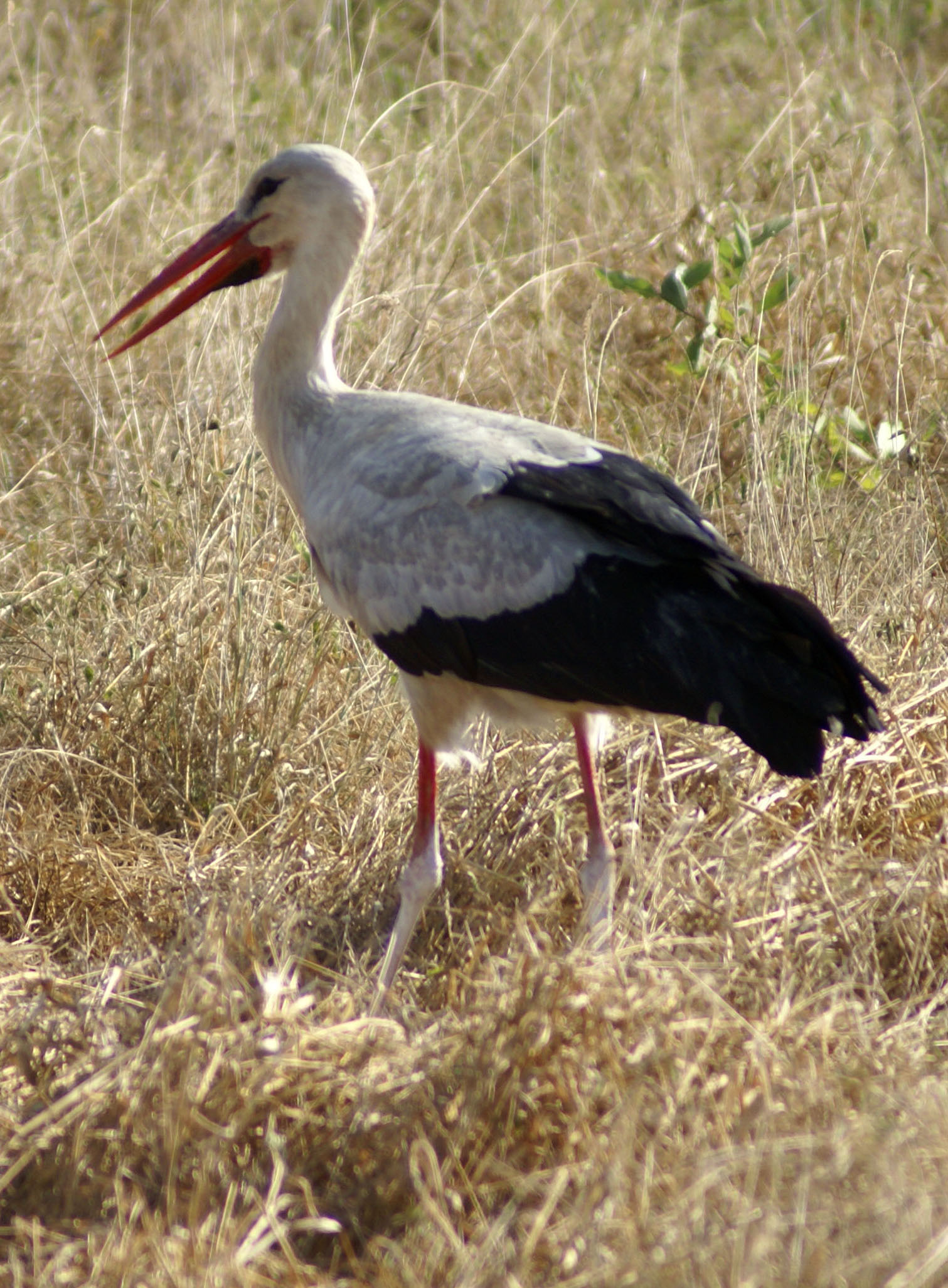
Una cigüeña blanca en el parque nacional de Tsavo Oeste, Kenia. Las partes inferiores de las patas son de color blanquecino por ser cubiertas con sus propios excrementos.

La urohidrosis es un comportamiento que realizan algunas aves que consiste en defecar u orinar en las zonas escamosas de sus patas como mecanismo para refrescarse; esto se consigue a través de la evaporación de los fluidos. Los ciconiformes y los buitres del Nuevo Mundo usan este mecanismo.
Este comportamiento en aves anilladas lleva a la acumulación de materia fecal en la anilla, lo que causa lesiones al ave.